# Arka, Borsod-Abaúj-Zemplén
Arka este un sat în districtul Gönc, județul Borsod-Abaúj-Zemplén, Ungaria, având o populație de 75 de locuitori (2011). 

## Demografie
Componența etnică a satului Arka
     Maghiari (100%)
Componența confesională a satului Arka
     Reformați (13,33%)
     Fără religie (6,67%)
     Necunoscută (80%)
Conform recensământului din 2011, satul Arka avea 75 de locuitori. Din punct de vedere etnic, majoritatea locuitorilor (100,0%) erau maghiari. Nu există o religie majoritară, locuitorii fiind reformați (13,33%) și persoane fără religie (6,67%). Pentru 80,0% din locuitori nu este cunoscută apartenența confesională.